# Tingvoll
Tingvoll ist eine Ortschaft in Norwegen und Hauptort einer gleichnamigen Kommune.

## Geographie und Verkehr
Tingvoll liegt im Fylke Møre og Romsdal auf einer langgestreckten Halbinsel zwischen dem Halsafjord und dem Tingvollfjord. Benachbarte Kommunen sind (im Uhrzeigersinn von Norden) Aure, Heim, Surnadal, Sunndal, Molde, Gjemnes und Kristiansund. Die Landschaft ist, jedenfalls für eine nur etwa zehn Kilometer breite Halbinsel, sehr gebirgig, mit einigen Bergen über 600 Meter. Der höchste Berg Smisetnebba mit 1.175 Metern liegt im äußersten Süden.
Zu Tingvoll gehören insbesondere
- Der Hauptort Tingvoll, oft auch Tingvollvågen oder von Einheimischen nur Vågen genannt, mit rund 1.000 Einwohnern.
- Staumsnes im Norden, das von 1866 bis 1964 Hauptort einer gleichnamigen Kommune  mit zuletzt 1.160 Einwohnern war.
- Kanestraum im Nordosten, von dort führt eine Fähre über den Halsafjord nach Halsa (Kommune Heim).
- Kvisvik im Nordwesten, von dort fuhr früher die Fähre nach Kristiansund, ab 1949 verkürzt bis nach Kvalvåg.[2][3] Seit der Eröffnung des Freifjordtunnels 1992 ist Kristiansund vom Festland direkt erreichbar und der Fährhafen wurde überflüssig.
- Årsund im äußersten Norden, diese Siedlung besteht nur aus wenigen Häusern. Vor der Küste liegen die kleinen Inseln Årsundøya und Langøya.
- Meisingset im Süden.
- die Insel Aspøy im Westen. Wegen einer kleinen Landverbindung im Norden galt als Halbinsel, bis sie 1905 durch einen nur hundert Meter langen Kanal abgetrennt wurde. Seit sie 1992 durch den Bau der Schwimmbrücke Bergsøysundbrücke mit der Nachbarinsel Bergsøya (Kommune Gjemnes) verbunden wurde, verläuft hier eine Hauptstraße.

Durch Tingvoll führen nur zwei bedeutsame Straßen:
- In Süd-Nord-Richtung die Reichsstraße 70, von Oppdal über Sunndalsøra kommend,  durch Meisingset nach Tingvoll, seit 1992 dann weiter über Aspøy, die Bergsøysundbrücke und durch den Freifjordtunnel nach Kristiansund. Bis 1992 hieß sie Reichsstraße 16 und führte weiter östlich über Staumsnes nach Kvisvik, dort fuhr die Fähre in Richtung Kristiansund.
- In Ost-West-Richtung die Europastraße 39 von Trondheim nach Molde. Sie erreicht das Gemeindegebiet mit der Fähre bei Kanestraum und verlässt es gemeinsam mit der Reichsstraße 70 über die Bergsøysundbrücke.

## Sehenswürdigkeiten
- Tingvoll Kirke: Die auch Nordmøre-Dom genannte Kirche von Tingvoll stammt aus dem 12. Jahrhundert.
- Felsbilder von Honnhammarneset bei Hindhammar: Etwa 7 km südöstlich von Tingvoll, nahe der Straße nach Ormset, findet man Felsmalereien, die etwa 5000 Jahre alt sein sollen.
- Tingvoll Bygdemuseum: Das Heimatmuseum liegt in der Ortschaft Tingvoll. Es ist als Museumsdorf mit Mühle und Sägewerk gestaltet und gehört zum in Kristiansund ansässigen Nordmøre Museum.

## Persönlichkeiten
- Synnøve Solemdal (* 1989 in Kristiansund); Biathletin, aufgewachsen in Tingvoll